# Звёздный Экспресс
«Звёздный Экспресс» (англ. Starlight Express) — рок-мюзикл Эндрю Ллойда Уэббера. История об игрушечных поездах, которые оживают во сне маленького мальчика. Герои соревнуются между собой в скорости за титул «Самая быстрая машина в мире».
Все актёры, играющие на сцене, выступают на роликовых коньках.
Премьера состоялась в Лондоне 27 марта 1984 года. Кроме актёров в шоу участвовали профессиональные роллеры.

## Сюжет

### Акт I
Контроль — маленький мальчик (голос за сценой), играет в гонки со своими игрушечными поездами. В самый разгар игры к нему в комнату входит мама и укладывает спать. Когда Контроль засыпает, под его тихое бормотание (он во сне продолжает отдавать команды поездам) звучит Увертюра («Overture»).
В полутьме появляются «поезда», музыка достигает кульминационного момента и резко обрывается.
Тепловоз Гризболл (действующий чемпион гонок) и его банда дизельных головорезов восхваляют самих себя, что, мол, они самый скоростной и быстрый состав («Rolling Stock»). Гризболл заявляет, что никто не может противостоять ему в гонках:
«Вы увидите мой зад, и это всё, что вы увидите»
Появляется Расти — паровоз (стоящий где-то на запасных путях), напротив, считающий себя самым непобедимым. Гризболл и его банда насмехаются над ним и уезжают. Расти погружается в мечты об участии в чемпионате («Call Me Rusty»). Этими мечтаниями он привлекает внимание состава «Lotta Locomotion». Его считают слабым и неспособным к участию в гонках.
Расстроенный Расти уходит. «Девочки» представляют себя («Lotta Locomotion»):
Эшли — вагон для курящих, мечтает «бросить свою привычку», но все её попытки оканчиваются крахом.
Баффи — вагон-буфет, предлагает всем «горячие, дешёвые и быстроготовящиеся» закуски.
Дайна — вагон-ресторан, всегда готовая к обслуживанию.
Перл — вагон первого класса, «девушка-брэнд», возлюбленная Расти, его партнёр по гонкам, но разочарованная в его способностях.
Гризболл возвращается с вагонами второго и третьего класса. Вместе с составом он снова восхваляет себя («Pumping Iron»). Расти же доставляет на сцену своих друзей — состав «Rockies» (товарный поезд), состоящий из трёх вагонов: Флэт Топ, Дастин и Си. Би. («Freight»).
Для участия в гонках прибывают поезда: из Франции (Бобо), Италии (Эспрессо), Германии (Вельтшафт), России (Турнов), Японии (Хасимото) и Великобритании (Принц Уэльский). Они готовятся к первому заезду, но внезапно врывается опоздавший. Яркая вспышка света и появляется Электра — электровоз вместе со своим составом:
Крупп — оружейный вагон,
Ренч — ремонтный вагон Электры,
Парс — денежный вагон,
Вольта — вагон системы охлаждения Электры,
Джоуль — вагон со взрывчаткой.
Электра стремится произвести такое же впечатление, как и Гризболл. Представляя себя, намекает, что он может «гонять» как с переменным, так и с постоянным током («AC/DC»).
Почти все пары уже объединились для первой гонки. Электра приглашает Перл стать своей партнёршей по гонкам. Колеблясь в выборе между электровозом и паровозом Перл «разъединяется» с Расти и выбирает Электру («He’ll Whistle At Me»).
В первой гонке Гризболл, смошенничав, обгоняет Хасимото и Эспрессо. Дайна (его партнёр) не в восторге от его поступка и упрекает его. Разозлившись, он опрокидывает её на рельсы и оставляет одну, несмотря на мольбу и извинения. Си. Би. увидев что Дайна осталась совсем одна, поёт ей балладу («There’s Me»).
Под фанфары появляется Папаша-паровоз — отец Расти («Poppa’s Blues»). Когда появляется его сын, ошарашенный уходом Перл, Папаша спрашивает его, что он собирается делать дальше. Тот отвечает, что будет участвовать в гонках либо вместе с Перл, либо вообще не будет участвовать. Убеждая Расти в том, что не всё потеряно старый паровоз знакомит его со своим партнёром по гонкам Белл — спальным вагоном и предлагает ему совершить заезд с ней. Белл рассказывает о своей беспробудной жизни («Belle, the Sleeping Car»). Расти предлагает ей стать его партнёром и она соглашается.
Во второй гонке Расти проигрывает Электре (тот «гонял» с Перл) и Вельтшафту с Джоулем. Совершенно раздавленный он возвращается на свалку металлолома. Папаша, подбадривая его, рассказывает о Звёздном Экспрессе — Боге поездов, который поможет ему одержать победу, и просит Расти уверовать в Него. Но тот ничего даже слышать не хочет об этом. Он окончательно потерял веру в себя. Чтобы доказать ему существование Звёздного Экспресса, Папаша сам решает участвовать в гонках. Только возникает одна проблема — в третьей гонке больше нет мест. Внезапно и очевидно благодаря божественной воле, освобождается одно место: Британский поезд ломается. Трактуя это, как волю Звёздного Экспресса, Папаша берёт к себе в партнёры Дастина и выигрывает гонку. Победа досталась большой ценой — гонка чуть не убивает старый паровоз, он еле не разваливается и поэтому не может участвовать в финале. Он просит сына занять его место. Не зная что делать, Расти молит о помощи Звёздный Экспресс («Starlight Express»).

### Акт II
Все поезда и составы спорят о замене Папаши («The Rap»). Ведь Расти уже проиграл одну гонку и был дисквалифицирован, но с другой стороны Папаша имеет право выбирать себе в замену кого хочет. В конце концов, было решено, что Расти будет участвовать в заезде.
Гризболл, бросив Дайну, уводит Перл от Электры и предлагает ей стать своей партнёршей. Брошенная и расстроенная Дайна поёт о своём одиночестве («U.N.C.O.U.P.L.E.D.»). Она помнит, что была предметом насмешек многих поездов, но предательство Гризболла самое больное для неё и клянётся, что никогда не простит тепловоз.
Белл, Баффи и Эшли ободряют её и наказывают ей, чтобы впредь она была более активной, подвижной и агрессивной.
Недолго думая, Электра приглашает Дайну себе в партнёры, она соглашается, предполагая, что это будет поводом для ревности Гризболла.
Си. Би. встречается с Электрой и раскрывает ему свою гадкую и подлую натуру («C.B.»). Оказывается, это он виновник всех крупнейших аварий в истории. Он обещает сделать так, чтобы Электра победил в финале. Все считают, что основная борьба будет идти между Электрой и Гризболлом. Си. Би. между тем убеждает Расти отказаться от участия в гонке. Перл, узнав об этом, собирается сообщить судьям, но Гризболл угрожает ей, обещая, что она обязательно будет дисквалифицирована, если сделает это. Испуганная Перл отказывается от своей идеи. Си. Би. продолжает насмехаться над Расти, убеждая, что у него нет шансов на победу.
Паровоз снова жалеет себя. Состав «Rockies» говорят ему, что неважно насколько ты талантливый, если тебе никогда не везло, то ты никогда и не победишь («Right Place, Right Time»). Окончательно впав в уныние, Расти молит Звёздный Экспресс о помощи, и на этот раз Он ему отвечает («Starlight Sequence»). Звёздный Экспресс говорит, что поможет ему победить, и что у Расти есть необходимые силы для этого, нужно только поверить. Расти радуется этому. Музыка внезапно утихает, и Расти слышит кашель. Это Дастин. Паровоз просит Дастина стать его партнёром в последней гонке, и тот охотно соглашается.
Дайне надоели гонки. Она ожидала от электровоза большего, но он не оправдал её ожиданий, поэтому она «разъединяется» с ним («He Whistled at Me» (реприза)). Особо не волнуясь по этому поводу, Электра приглашает на её место Си. Би.
Пришло время финала. В нём участвуют: Гризболл с Перл, Электра с Си. Би. и Расти с Дастином. Электра и Гризболл не сосредотачиваются на гонке, вместо этого они борются между собой за внимание окружающих. Расти получает преимущество, но снова теряет его, когда Гризболл, посчитав, что Перл для него только обуза, разъединяется с ней прямо во время гонки, и Расти останавливается, чтобы помочь ей. Но Гризболл теряет партнёра. А по правилам гонки у каждого участника должен быть партнёр. Единственный шанс не вылететь из гонки для тепловоза — это попытаться отнять Си. Би. у Электры. Они начинают драться за него, и это позволяет Расти снова взять инициативу в свои руки.
Он вырывается вперёд и побеждает в гонке, становясь абсолютным чемпионом, и получает титул «Самая быстрая машина в мире». В это время тепловоз и электровоз продолжают борьбу за Си. Би, залетают в тоннель и терпят аварию. Потерпев сокрушительное поражение и потеряв свою гордыню, Электра (во время гонки он теряет свой шикарный ирокез) пытается отделаться от Си. Би. и Гризболла и стенает о несправедливости судьбы («No Comeback»). Под тяжестью позора он исчезает.
Гризболла и Си. Би, точнее то, что от них осталось — отправляют в ремонт («One Rock 'n' Roll Too Many») под дружный хохот (смеются все кроме Расти, Перл, Папаши и Дастина).
Папаша-паровоз приказал Гризболлу показать то место, где он «отцепил» Перл — Расти обязан ей помочь, иначе он не достоин носить звание чемпиона.
Одинокая Перл поёт балладу «Only He». Она, наконец, поняла, что всегда любила только Расти, что она должна быть с ним и заботиться о нём, но возможно уже слишком поздно, чтобы исправлять все ошибки… К счастью, Расти находит её и прощает за всё. Вместе они поют «Only You».
Все остальные присоединяются к ним. Баффи и Эшли размышляют о том, как прекрасно встретить свою любовь на железной дороге. Гризболл извиняется перед Дайной и она, следуя примеру Расти, прощает его.
Папаша говорит тепловозу, что он не обязан подчиняться Контролу и должен жить своей головой, без чьей-либо указки. Возмущённый Контрол приказывает поездам повиноваться ему и делать то, что он говорит. Но они просят его заткнуться и не указывать им.
Папаша-Паровоз и Белл возглавляют исполнение зажигательной песни «Light At The End of the Tunnel», в которой восхваляется паровая энергия. Шоу заканчивается заездом по залу, приветствием аудитории и оркестровой репризой «Light At The End of the Tunnel».

## Персонажи
Голоса за сценой
- Контроль — маленький мальчик, во сне которого происходит вся эта история.
- Мама Контроля.
- Звёздный Экспресс — Бог всех поездов.

Локомотивы
- Расти — паровоз, который долго боролся за победу в гонках и, в конце концов, победил, став новым чемпионом.
- Гризболл — тепловоз, дизельный мачо и действующий чемпион гонок до победы Расти.
- Электра — электровоз, новый претендент на звание чемпиона, описываемый Контролом, как «двигатель будущего».
- Папаша — паровоз, бывший чемпион гонок, отец Расти.

Вагоны
- Перл — вагон первого класса, возлюбленная Расти.
- Дайна — вагон-ресторан. Лучшая подруга Перл.
- Эшли — вагон для курящих. Постоянно спрашивает у всех сигареты.
- Баффи — вагон-буфет.
- Белл — спальный вагон. Героиня отсутствовала в Бродвейской постановке.
- Вагоны второго и третьего класса — выполняют роль хора («Pumping Iron»). Исполняются актёрами, исполнявшими роли Джоуля и Вольты. Они присутствовали только в лондонской постановке 1984—1992 годов.

Грузовые вагоны
- Rocky 1, 2, 3 и 4 — грузовые вагоны, осуществляющие перевозки товаров и грузов. Роки-4 был только в конце 1980-х годах на Бродвее, в Германии и Японии и в туре по Австралии. В новых постановках в США, Великобритании, Бохуме, они были заменены «Хип Хопперами» («Модными Бункерами»).
- Флэт-Топ — вагон, который возит кирпичи. Друг Расти, но мечтает вступить в банду Гризболла.
- Дастин — большой и вместительный вагон. Перевозит различные грузы. Добрый, застенчивый, приветливый, стесняется своего большого веса. Лучший друг Расти.
- Си. Би. Красный Камбуз — тормозной вагон, двуличный псих, из-за которого постоянно происходят аварии. Один из основных персонажей в оригинальной лондонской постановке и немецкой постановке в Бохуме. Тем не менее, исчез из Лондонской постановки 1992 года и с тех пор является лишь второстепенным персонажем в последующих постановках.

Состав Электры
- Крупп — оружейный вагон.
- Ренч — ремонтный вагон Электры.
- Парс — денежный вагон.
- Вольта — вагон системы охлаждения Электры.
- Джоуль — вагон со взрывчаткой.

Другие поезда
- Бобо — высокоскоростной поезд из Франции.
- Эспрессо — миланский экспресс из Италии.
- Вельтшафт/Рашгольд — немецкий междугородный поезд.
- Турнов — транс-сибирский экспресс из России.
- Хасимото/Нинтэндо — высокоскоростной поезд из Японии.
- Мильтон Кейнс Сити/Принц Уэльский — британский высококомфортный пассажирский поезд для королевских особ.

Остальные персонажи
- Судьи гонок — дают старт и финиш с помощью зелёных и красных флагов, убирают разбившиеся поезда с рельсов и выступают в роли жюри.
- Траксы — существуют исключительно для выполнения трюков, они не поют и не принимают участия в большинстве номеров.
- Банда Гризболла — дизельный хор. Всё время восхищаются Гризболлом.
- Танк, Гук и Льюб — члены банды Гризболла, которые насмехались над Расти.

## Музыкальные номера (1984)
| Акт I - Overture - Rolling Stock — Гризболл и Банда - Taunting Rusty — Расти, Гризболл, Банда - Call Me Rusty — Расти, Перл, Дайна, Баффи и Эшли - Rusty, You Can’t Be Serious — Расти, Перл, Дайна, Баффи и Эшли - A Lotta Locomotion — Перл, Дайна, Баффи и Эшли. - Pumping Iron — Гризболл, Перл, Эшли, Дайна, Баффи, Вагоны второго и третьего класса - Freight — Перл, Эшли, Дайна, Баффи, Си. Би, Дастин, Флэт-Топ - Entry of the National Trains — Поезда из разных стран и Судьи гонок - AC/DC — Электра, Крупп, Ренч, Парс, Джоуль, Вольта и хор - Hitching and Switching — Хор - Pearl, You’ve Been Honoured — Парс, Перл, Расти - He Whistled at Me — Перл - Race: Heat One — Гризболл и Дайна, Эспрессо и Баффи, Хасимото и Си. Би. - That was Unfair — Дайна, Гризболл, Си. Би. - There’s Me — Си. Би. - Poppa’s Blues — Папаша-Паровоз, Си. Би, Дастин, Флэт-Топ, Расти - Belle the Sleeping Car — Белл - Starlight Express Introduction — Папаша-Паровоз, Расти, Белл - Race: Heat Two — Электра и Перл, Вельтшафт и Джоуль, Расти и Белл - Boy, Boy, Boy — Папаша-Паровоз, Расти, Белл, Вагоны - Race: Heat Three — Папаша-Паровоз и Дастин, Турнов и Ренч, Бобо и Эшли - Laughing Stock — Хор - Starlight Express — Расти | Акт II - The Rap — Хор - Pearl Twirl — Гризболл, Перл, Дайна, Баффи, Эшли - U.N.C.O.U.P.L.E.D. — Дайна - Rolling Stock (Reprise) — Дайна, Белл, Эшли и Баффи - C.B. — Си. Би, Электра, Крупп, Ренчь, Парс, Джоуль, Вольта - Race: Uphill Final — Электра и Дайна, Расти и Си. Би, Гризболл и Перл - I Was Robbed — Си. Би, Расти, Гризболл, Электра, Перл, Вагоны - Right Place, Right Time — Си. Би, Дастин, Флэт-Топ - Starlight Sequence — Расти, Звёздный Экспресс, Дастин - He Whistled at Me (Reprise) — Дайна, Электра, Крупп, Ренч, Парс, Вольта, Джоуль, Си. Би. - Race: Downhill Final — Расти и Дастин, Электра и Си. Би, Гризболл и Перл - No Comeback — Электра, Крупп, Ренч, Парс, Джоуль, Вольта - One Rock & Roll Too Many — Гризболл, Си. Би. - Only He — Перл - Only You — Расти, Перл - Light at the End of the Tunnel — Хор - Light at the End of the Tunnel (Реприза) |

### Изменения в последующих постановках
В последующих постановках исчезли такие номера, как: «Call Me Rusty», «There’s Me», «Belle the Sleeping Car», «Race: Heat Three», «Rolling Stock» (Реприза), «C.B.», «No Comeback», «Only He» и «Only You».
Но были добавлены новые номера:
- Engine of Love — Расти, Перл, Дайна, Баффи, Эшли (Акт I)
- Crazy — Расти, Перл, Эшли, Дайна и Баффи (Акт I)
- Make Up My Heart — Перл (Акт I)
- Next Time You Fall In Love — Перл, Расти (Акт II; исполняется в случае если поют «Only You»)

Существуют две версии начала песни «Starlight Express»: «When your good-nights have been said» или «When the night is darkest», причём мелодии тоже отличаются друг от друга.
Название «A Lotta Locomotion» в США и в туре по Великобритании было заменено на «Whole Lotta Locomotion», на стихи Дэвида Язбека. Там были также три различных версии рэпа:
- Rap (Слова: Ричард Стилгоу) (1984—1991)
- Check It Out, Can You Believe This? (Слова: Ричард Стилгоу) (1992—2002)
- It’s Race Time! (Слова: Дэвид Язбек) (с 2004)

## История создания
Композитора очень интересовала идея создания мюзикла о поездах. В основу он решил положить «Историю Золушки»: Расти подразумевался под «Золушкой», Гризболл и Электра под «Злыми сёстрами», а Звёздный Экспресс под «Доброй Феей».
Перед режиссёром Тревором Нанном стояла трудная задача — создать шоу, не похожее на мюзикл «Кошки». Непростая работа предстояла и художнику-декоратору Джону Напьеру. Для постановки полностью перестроили театр Аполло Виктория: на сцене построили роллердром и специальные многоярусные гоночные дорожки, проходящие прямо по залу. Очень сложно проходил и кастинг, ведь актёр должен был не только петь, но и хорошо уметь танцевать и кататься на роликах.

## Постановки

### Вест-Энд
На Вест-Энде мюзикл открылся 27 марта 1984 года в театре Аполло Виктория; режиссёром был Тревор Нанн, хореографом — Арлен Филлипс. Театр был специально перестроен, чтобы возможно было проводить гонки.

#### Пересмотр сюжета
В ноябре 1992 года в Лондонской постановке произошли большие изменения: мюзиклу дали новое название — «New Starlight Express» («Новый Звёздный Экспресс»), были добавлены пять песен («Crazy», «He’ll Whistle at Me», «Make Up My Heart», «Next Time You Fall in Love», «The Megamix»), 12 песен («The Overture», «Engine of Love», «Call me Rusty», «Hitching and Switching», «There’s Me», «Belle The Sleeping Car», «Heat Three», «Wide Smile», «High Style», «No Comeback», «Only He», «Only You») и два персонажа (Си. Би. и Белл) были вырезаны.
Спальный вагон Белл, оказавшись несовместимой с более укороченным количеством гонок на Бродвее, была сокращена вместе с Си. Би. Его сокращение потребовало полного пересмотра сценария, потому что сюжет оставался без главного отрицательного персонажа, и Расти, Электра и Гризболл должны были создавать себе проблемы сами или быть жертвами обстоятельств, чтобы сюжет продвигался.
Изменился и порядок исполнения номеров: после «Overture» шла «Entry of National Trains» перемещённая в начало постановки от прежнего места (после песни «Freight»). Энергичная и быстрая «He Whistled at Me» была заменена вялой балладой «Make Up My Heart» ещё до 1992 года. «Pumping Iron» теперь шла после «AC/DC» (подразумевалось противостояние Гризболла и Электры). Вследствие этого вагоны 2-го и 3-го класса были удалены из постановки, оказавшись лишними. Сократилось количество гонок (с пяти до трёх). Как Гризболл и Электра, заняв первое и второе место в первой гонке, сразу попадали в финал, так и Папаша-Паровоз, выиграв вторую гонку, попал в финал. Расти вообще не участвовал в гонках до финала, пока не получил место Папаши.
Был полностью переписан «Rap». Эшли и Баффи исполняли «Rolling Stock (Reprise)» без Белл. Когда Дайна «разъединяется» с Электрой, он берёт в партнёры Баффи. Электра и Гризболл разбиваются в конце гонки случайно. «One Rock 'n' Roll Too Many» вместе с Гризболлом исполнял Электра. «The Megamix» был добавлен, как вторая финальная песня и состоял из нарезки основных песен мюзикла.

### Бродвей
Бродвейская постановка открылась 15 марта 1987 в Gershwin Theatre, где продержалась 761 представление.
Сюжет в этой постановке мюзикла был сильно изменён и дополнен, также было вырезано несколько музыкальных номеров. Си. Би. дали новое имя — «Red Caboose» («Красный Камбуз») и вместо того, чтобы бороться за титул «Самая быстрая машина в мире», поезда соревновались за приз «Серебряный Доллар».
Количество гонок сократилось с трёх (с одним победителем) до двух (с двумя победителями). Расти вообще не участвовал в гонках до финала, и поэтому Белл была исключена из списка персонажей. Это сделало шоу более коротким и менее сложным, поскольку теперь было одной гонкой меньше и никаких дебатов относительно участия Расти в финале не было.
Номер «Entry of National Engines» был перенесён в начало шоу вместо увертюры. Песня «Engine of Love» исполнялась вначале, когда Расти доставлял на сцену состав «Lotta Locomotion». Во время песни «A Lotta Locomotion» Перл исчезала со сцены вместе с Расти, и номер исполняли оставшиеся: Дайна, Баффи и Эшли. «He Whistled at Me» была заменена более уравновешенной балладой «Make Up My Heart». Электра не успевал исполнить «AC/DC» до конца, его прерывал Гризболл своей «Pumping Iron», показывая своё противостояние с электровозом. Исчезли из постановки вагоны второго и третьего классов. Их место во время исполнения «Pumping Iron» заняли: Вольта, Джоуль и Ренчь «There’s Me» превратилась в дуэт Красного Камбуза и Дайны.
«The Rap» был полностью переписан, поскольку в сюжете отсутствовали дебаты относительно допуска Расти к гонкам. В финальной гонке Расти появляется в обличии Звёздного Экспресса. Никто из других персонажей его не узнаёт. После гонки Красный Камбуз крадёт «Серебряный Доллар». Все обвиняют в краже Расти, и он соглашается на то, чтобы его обыскали, также как и всех остальных. Это приводит к длинной погоне («The Chase»), в конце которой был Камбуз врезается в Гризболла и Электру. «No Comeback» было вырезано из постановки. Гризболл, Камбуз и Электра вместе исполняют «One Rock 'n' Roll Too Many». Перл сначала исполняла «Make Up My Heart», однако этот номер сократили ещё в период предварительных показов. «Only He» был заменена «Only You». Шоу заканчивалось «Light at the end of the Tunnel».

### Бохум
Немецкая постановка открылась 12 июня 1988 года в специально построенном для спектакля театре «Starlighthalle» в городе Бохум. Спектакль идёт по сей день и с момента премьеры его посмотрели более 13 миллионов человек.
На строительство театра «Starlighthalle» ушло меньше одного года, впоследствии само здание и чрезвычайно короткий срок строительства были занесены в Книгу рекордов Гиннесса.
В «Starlighthalle» были построены большие двухуровневые гоночные дорожки U-образной формы (аудитория сидела вокруг и внутри этих треков). Местами треки переходят в три уровня, что позволяет производить несколько комбинаций гонок. В 2003 году треки приобрели Y-образную форму.
В марте 2008 года немецкое телевидение запустило телешоу для отбора участников на роли Расти и Пёрл. Шоу было запущено 31 марта под названием «Musical Showstar 2008». В финале победу одержали Кевин Келер и Анна-Мария Шмидт. Шмидт выбыла во время репетиций. Дебют Кевина Келера состоялся 1 августа 2008 года.
Слоган шоу: «Самый быстрый мюзикл во Вселенной!»

#### Изменения в сюжете
Постановка в Бохуме — правопреемница Бродвея, сохранила и многие изменения, принятые в Лондонской постановке. Структура гонок осталась Бродвейской. В национальных интересах немецкий поезд Вельтшафт (позже был переименован в Рашгольд) участвовал в финальной гонке вместо французского. Белл полностью удалили из постановки. Состав Rockies сначала состоял из четырёх вагонов, но скоро состав сократили до трёх вагонов. Четвёртого Rocky можно увидеть в фойе театра «Starlighthalle», отлитого в бронзе вместе с Вельтшафтом.
Первоначально, шоу начиналось с увертюры и заезда по залу, что напоминало о Лондонской постановке, но во всём остальном шоу больше напоминало Бродвейский вариант.
Вместо «Call Me Rusty», Расти и состав «Lotta Locomotion» исполняли песню «Liebesexpress» (Бродвейская «Engine of Love»). «Ne Lok mit Locomotion» («A Lotta Locomotion») осталась в варианте Лондонской версии со всем поющим составом. «Pumping Iron» исполнялась после «AC/DC» как прямой вызов действующего чемпиона начинающему. «Hilf Mir Verstehn» («Make Up My Heart») — Бродвейская версия, в которой Перл, в конечном счёте выбирает Электру.
В 2003 году Лондонская «Crazy» была помещена в шоу между «Pumping Iron» и «Hilf Mir Verstehn» с «Liebesexpress». В то же время «Allein im Licht der Sterne» («Next time you fall in love») заменила «Du Allein» («Only You»). Лондонский «Megamix» был добавлен в конце шоу, хотя фрагменты основных песен мюзикла не находятся в том же самом порядке, что и в Лондоне.
В октябре 2006 года по примеру второго американского тура Хип-Хопперы заменили состав Rockies. В 2007 году «The Rap» был снова изменён — слова в начале композиции были заменены словами из версии британского тура. Также начали использоваться пиротехнические эффекты во время появления Электры и катания Гризболла на высокой скорости.
В 2008 году «Overture» была заменена «The Entry of the National Trains» (перемещённой от «AC/DC»). Композиция «Engine of Love» была полностью удалена и заменена сокращённой версией «Call Me Rusty». Её мелодия, была переработана для баллады Пёрл «He’ll Whistle at Me», с новым немецким переводом. Также была удалена «There’s Me». Для «Starlight Express» была взята версия, начинающаяся со слов: «When your goodnights have been said». «The Rap» в настоящее время исполняется в версии «It’s Race Time». Заключительным дуэтом между Расти и Перл стала «Only He» в версии британского тура.

### «Звёздный Экспресс» на льду
Постановка компании Feld Entertainment. В этой версии персонажи совершали заезды на коньках. Тур проходил в США c 6 сентября 1997 года по 1 февраля 1998. Постановка оказалась убыточной, проект свернули, даже не закончив полностью тур.

## Альбомы
| - 1984 Original London Cast Recording - Excerpts from Starlight Express: The Original Cast - 1987 US Concept Album: Music and Songs From Starlight Express - 1987 Japan/Australia Tour Highlights Album - 1988 German Original Cast Recording - 1989 German Complete Live Recording - 1991 German Highlights Album | - 1993 New London Cast Recording - 1997 Mexico City’s Expreso Astral (неизданный) - 1989 German Live Recording: 2003 Remastered Edition - 1984 Original Cast Recording: 2005 Remastered Edition - 1989 German Live Recording: 2007 Platinum Album - 1993 New London Cast Recording: 2007 Remastered Edition |

## Награды и номинации
1987 номинации на Тони
- Tony Award for Best Musical — Продюсер Мартин Старгер и лорд Лью Грейд
- Tony Award for Best Original Score — Музыка: Эндрю Ллойд Уэббер; Лирика: Ричард Стилгоу
- Tony Award for Best Featured Actor in a Musical — Роберт Торти (Гризболл)
- Tony Award for Best Costume Design — Джон Напьер (Победитель)
- Tony Award for Best Lighting Design — Дэвид Херси
- Tony Award for Best Choreography — Арлен Филлипс
- Tony Award for Best Direction of a Musical — Тревор Нанн

1987 Номинации на Драма Деск
- Drama Desk Award for Outstanding Musical — Продюсер Мартин Старгер и лорд Лью Грейд
- Drama Desk Award for Outstanding Music — Эндрю Ллойд Уэббер
- Drama Desk Award for Outstanding Costume Design — Джон Напьер (Победитель)
- Drama Desk Award for Outstanding Set Design — Джон Напьер (Победитель)

## Слоганы
- «Гонка идёт…»
- «Впереди ещё много световых лет»
- «Сильная игра»
- «Получите жизнь»
- «Возбуждающее»
- «Самое быстрое шоу на Земле»
- «Присоединяйтесь к Часу Пик»
- «Электризация»
- «Быстрая отправка»
- «Сойдите с рельс»
- «Из этого мира»
- «Достать до звёзд»
- «Полный экстрим»
- «Обратный отсчёт»